# Polona Dornik
Polona Dornik (ur. 20 listopada 1962 we Trbovljach) – słoweńska koszykarka. W barwach Jugosławii srebrna medalistka olimpijska z Seulu.
Zawody w 1988 były jej drugimi igrzyskami olimpijskimi, debiutowała cztery lata wcześniej w Los Angeles. Występowała w klubach z Lublany oraz z hiszpańskiego Vigo. Znajdowała się w składzie Jugosławii na inne turnieje, m.in. mistrzostwa Europy w 1980 (brąz) i 1987 (srebro).